# Марта Келер
Марта Келер (Кикинда, 2. април 1976) српска је глумица мађарског порекла, која се прославила улогом у филму Вирџина. Рођена је 1976. године у Кикинди. Завршила је Академију лепих уметности, одсек глума. Пет година је радила на радио-станици у Кикинди. Чланица је глумачког ансамбла Народног позоришта у Пироту.

## Вирџина
У филму Вирџина играла је са 15 година. Улогу је добила када је редитељ, Срђан Карановић видео на плажи у Макарској. Улога Вирџине била је за Марту прва улога и уједно први сусрет са филмом. У филму игра лик Стевана, девојчице проглашене вирџином од стране породице без мушког потомства. У филму игра поред Миодрага Кривокапића, Андријане Виденовић, Ине Гогалове. За ову улогу добила је од Европске филмске академије престижну награду “Феликс” у Берлину 1991. године у категорији споредна улога.

## Други ангажмани
Од осталих запаженијих улога истиче се њено појављивање у филму Суза и њене сестре. Била је учесник првог ВИП Великог брата. Тренутно је стални члан пиротског народног позоришта.

## Приватни живот
Живи са певачем Зијом Валентином, са којим има сина Гордана.

## Награде
- Представа пиротског Народног позоришта Мали Принц проглашена за најбољу на 9. фестивалу представа за децу професионалних позоришта Србије, који је одржан у Краљеву, где је Марти Келер припала награда за најбољу глумицу.[9]
- Године 1991. награда Феликс (Европска филмска академија), најбоља споредна улога за улогу Стевана у филму Вирџина.